# Praça D. Pedro IV
A Praça de D. Pedro IV, mais conhecida por Rossio (na grafia antiga Rocio), é uma praça da Baixa de Lisboa, tem constituído um dos centros nevrálgicos da cidade. No período romano existia um hipódromo.

## História
Esta zona baixa da cidade era chamada Valverde , devido a um afluente do rio Tejo. O imundo caneiro do Rossio foi coberto ainda na Lisboa de quatrocentos. Era uma praça irregularmente esguelhada mas foi sempre um espaço amplo onde se realizavam feiras e mercados.
Ainda na Idade Média começou a ser rodeado do edifícios de vária natureza. No século XV aí se estabeleceu o Hospital Real de Todos os Santos, construído nos reinados de D. João II e de D. Manuel I, que assentava sobre 25 arcos ogivais de pedraria, tendo a meio o templo, de esplêndida arquitectura manuelina, em cuja fachada se abria um pórtico em gótico floreado com os emblemas dos fundadores. Sob a arcaria ficava a ermida da Senhora do Amparo, na altura em que se acha hoje a rua com esse nome, para o lado da Betesga a roda dos enjeitados. Ao norte do Hospital, levanta-se o Convento de São Domingos de Lisboa, fundado em 1242 pelo rei D. Sancho II, acrescentado depois por D. Afonso III e novamente aumentado por D. Manuel I. O terramoto de 1531 arruinou-o muito, o que obrigou a nova reedificação em 1536. Era notável a sua riqueza em alfaias preciosas, havendo uma imagem de prata maciça, que saía em procissão num andor do mesmo metal, alumiada por lâmpadas também de prata. As pinturas dos altares, os paramentos, os tesouros, tudo desapareceu durante o terramoto de 1755, salvando-se unicamente a capela-mor, mandada fazer por D. João V e riscada pelo arquitecto João Frederico Ludovice. A velha Igreja de São Domingos ficava junto à ermida de Nossa Senhora da Escada, também conhecida por Nossa Senhora da Corredoura, por ficar próximo do sítio deste nome, atualmente a Rua das Portas de Santo Antão, e cuja construção datava dos princípios da monarquia. Em antigos tempos, quando os reis viviam no Palácio dos Estaus, servia de capela real. O terramoto causou-lhe grande destroço, sendo arrasada em 1834 para edificação do prédio que torneia do Rossio para o Largo de São Domingos. No topo norte da praça, onde se abre hoje o Largo D. João da Câmara, ficava o Palácio dos Estaus com as suas torres de três andares, edificada em 1449 pelo infante D. Pedro, o regente, para hospedar as pessoas da corte sem residência própria e os monarcas e embaixadores estrangeiros. Neste paço habitou D. João III desde 1540, recebendo ali nesse ano São Francisco Xavier, e aí se realizaram muitas festas de corte. Foi aí que morreu D. Duarte, filho de D. João III, e que D. Sebastião recebeu das mãos do cardeal D. Henrique o governo do reino. Em 1571, nele se instalou o Tribunal e a Sede da Inquisição, sendo então oficialmente designado por Casa de Despacho da Santa Inquisição. Pelo terramoto de 1755 ficou muito arruinado, sendo reedificado sob a direção de Carlos Mardel e pelo arquitecto Manuel Caetano de Sousa (1738-1802). Para o lado de Santo Antão ficavam outros dois palácios e para o lado oposto o Palácio dos Faros, que veio a pertencer aos Duques do Cadaval, e ocupava pouco mais ou menos o sítio onde se eleva hoje a Estação do Rossio. O centro da praça era de terra batida, ficando a oeste, quase em frente a S. Domingos, o famoso chafariz do Rossio, fonte monumental adornada por um Neptuno de pedra, construído no fim do século XVI e derrubado em 1786.

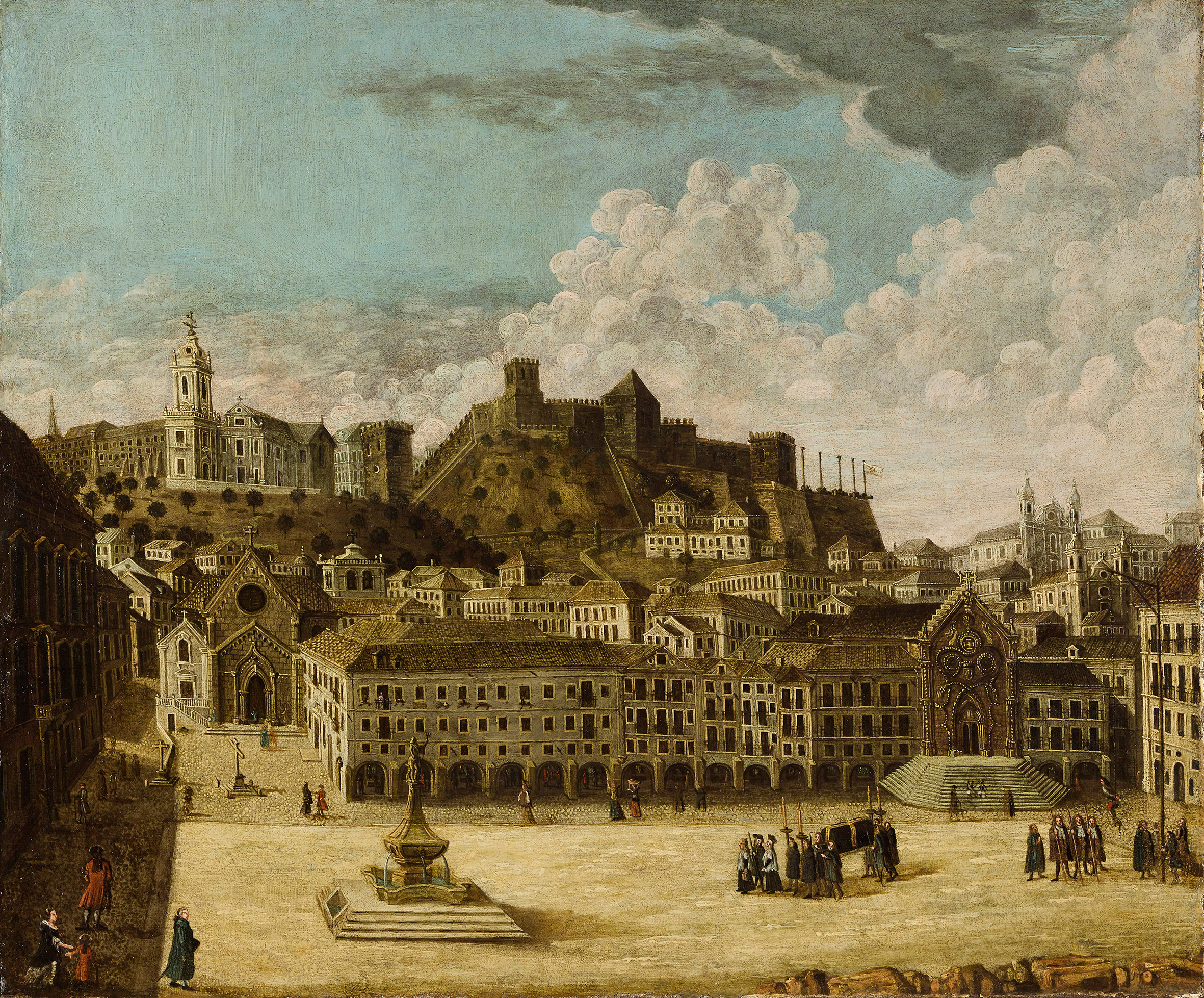
A Praça do Rossio no século XVIII. Visíveis no quadro são o Hospital Real de Todos os Santos, o chafariz do Rossio, e o Convento de São Domingos de Lisboa.

## Reconstrução e após o Terramoto de 1755
Após o terramoto de 1755, a praça foi reconstruída segundo o plano de Carlos Mardel pois poucos edifícios lhe resistiram, renascendo uma praça rectangular de 166 m comprimento x 52 m largura. No lugar do Palácio dos Estaus, em 1807, passou a instalar-se o Paço da Regência e, em 1826 a Câmara dos Pares, sendo também ali instalada a Academia Real de Fortificação, a Secretaria da Intendência da Polícia, a Escola do Exército e o Tesouro Público. Em 1836, funcionando nele o Tesouro, ardeu completamente. No seu lugar, foi construído o Teatro Nacional D. Maria II, inaugurado em 1846.
Assistiu esta praça a touradas, festivais, feiras, revistas e paradas militares, festas cortesãs, revoluções populares e também a autos-de-fé durante a Inquisição ou execuções capitais. Foi no Rossio que se deram os tumultos populares depois da morte de D. Fernando e que foi abandonado o cadáver do bispo D. Martinho, precipitado das torres da Sé de Lisboa. Aí foi queimado vivo Garcia Valdez, autor de uma conspiração contra o Mestre de Avis, e aí foram decapitados em 26 de agosto de 1641, o Duque de Caminha, o Marquês de Vila Real e o Conde de Armamar, réus do mesmo crime em relação a D. João IV. Finalmente, nas lutas liberais e miguelistas, foi aqui o teatro do sufocado pronunciamento constitucional de infantaria 4, em 22 de agosto de 1831, em que morreram para cima de 300 homens. 
Entre 1846 e 1849 na praça é construído o Teatro D. Maria II, a praça é arborizada, as fontes monumentais colocadas . Em 1848, por iniciativa do General Eusébio Pinheiro Furtado, o pavimento é calcetado com mosaico português em basalto e calcário, em padrões ondulantes. Foi um dos primeiros desenhos desse tipo a decorar os pavimentos da cidade.
Onde são hoje os números 22-25 e 27-29, ficavam no princípio do século XIX os celebérrimos botequins do Nicola e das Parras, onde se reuniam os literados do tempo, Manuel Maria Barbosa du Bocage, Nuno Álvares Pato Moniz, Francisco Joaquim Bingre, João Vicente Pimentel Maldonado, etc. Ali improvisou Manuel Maria Barbosa du Bocage muitos dos seus sonetos e das suas mais famosas sátiras.
Hoje assiste a ocasionais comícios políticos, e os seus sóbrios edifícios pombalinos, já muito alterados, estão ocupados por lojas de recordações, joalharias e cafés.

## Estátua de D. Pedro IV

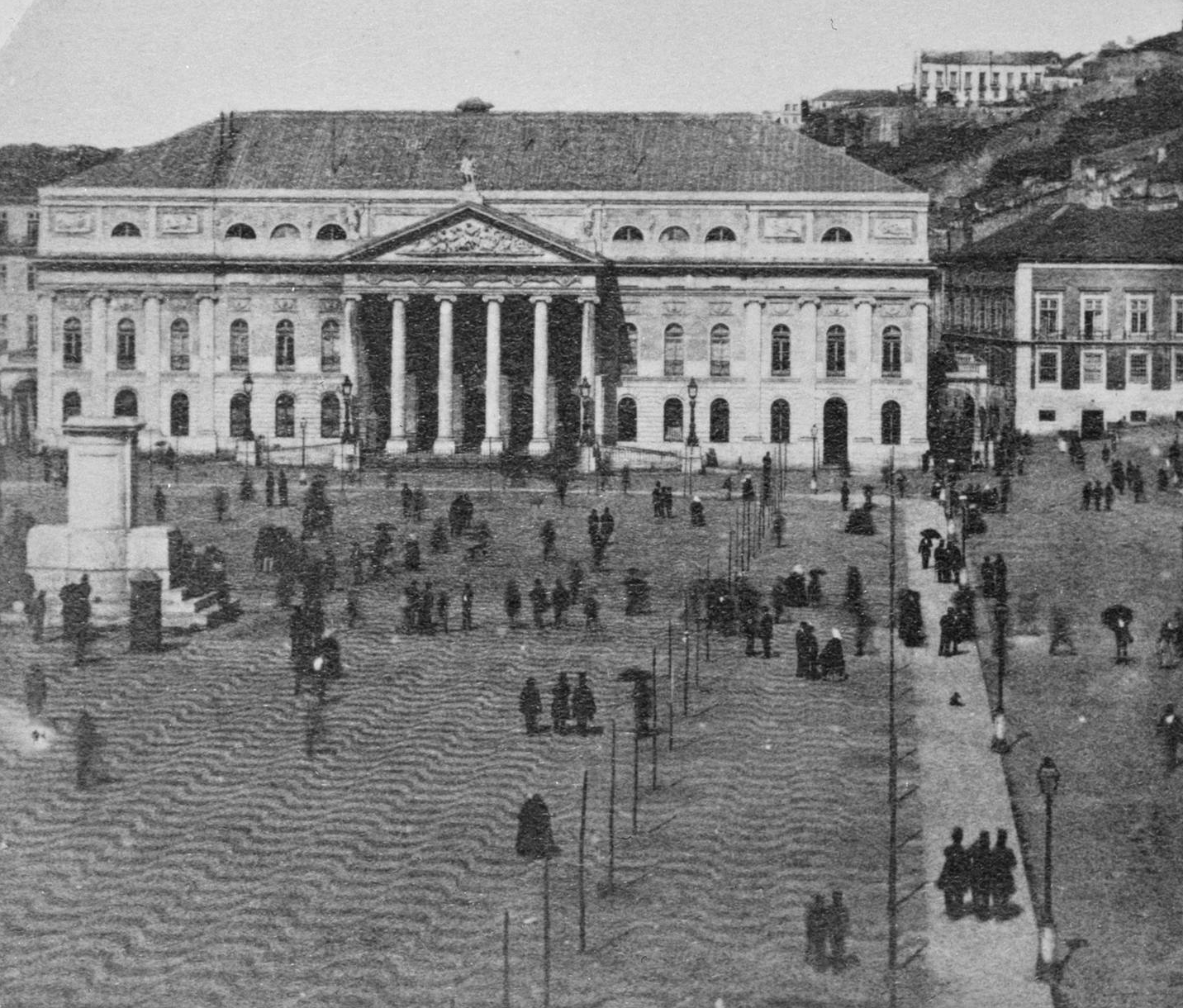
O primeiro monumento a D. Pedro IV, apelidado de "o galheteiro" pelos lisboetas, em fotografia de c. 1860.

No centro da praça, ergue-se a estátua de D. Pedro IV, vigésimo-oitavo rei de Portugal e primeiro imperador do Brasil independente, inaugurada em 1870, sendo a estátua de bronze de Elias Robert, o pedestal executado por Germano José de Salles, e o risco arquitectónico de Jean Davioud. O monumento tem 27,5 metros de altura e é composto de envasamento, pedestal, coluna e estátua, sendo o pedestal de mármore de Montes Claros, a coluna de pedra lioz de Pêro Pinheiro e a estátua de bronze. Na base do pedestal, as quatro figuras femininas são alegorias à Justiça, Prudência, Fortaleza e Moderação, qualidades atribuídas ao Rei-Soldado, entrelaçadas por festões e os escudos das 16 principais cidades do país. A parte inferior da coluna adorna-se com quatro figuras da Fama em baixo-relevo. A coluna coríntia, canelada e a estátua representa D. Pedro IV em uniforme de general, coberto com o manto da realeza, a cabeça coroada de louros, ostentando na mão direita a Carta Constitucional que ele outorgara.
No mesmo local fizera levantar D. João VI, em 1821, um monumento à Constituição de 1820, mandado arrasar dois anos depois pelo mesmo rei, após o regresso do absolutismo. A ideia para o monumento a D. Pedro IV data de 1852, ano em que D. Maria II lançou a pedra fundamental. Apenas se construiu então um pedestal desgracioso conhecido pela designação irónica de galheteiro que foi destruído em 1864, depois de ter servido, em 1858, para base da estátua do Himeneu, erguida provisoriamente para comemorar o casamento de D. Pedro V, e em 1862 para idêntico fim, por ocasião do matrimónio do rei D. Luís.
Criou-se uma lenda urbana de que a referida estátua de D. Pedro IV na verdade teria sido, originalmente, concebida para o imperador Maximiliano do México. Como o imperador mexicano foi fuzilado em 1867, pouco antes do término da estátua, prontamente teria sido essa reaproveitada para o projeto de revitalização do Rossio, o que explicaria as – supostas – semelhanças da estátua do rei português com a figura do imperador mexicano. Vários estudiosos, como o historiador José Augusto França em A arte em Portugal no século XIX, já se demonstravam contra essa teoria, visto que a peça apresenta claros sinais de se tratar duma figura nacional portuguesa: os escudos nos botões, o colar da Torre e Espada e a Carta Constitucional. Recentes descobertas na base da estátua em meados de 2001, durante obras de restauro, reafirmam tratar-se da figura de D. Pedro IV: dois frascos de vinte centímetros cada, contendo documentos e uma fotografia revelada em albumina, que estão a ser analisados pelo Instituto Português de Conservação.

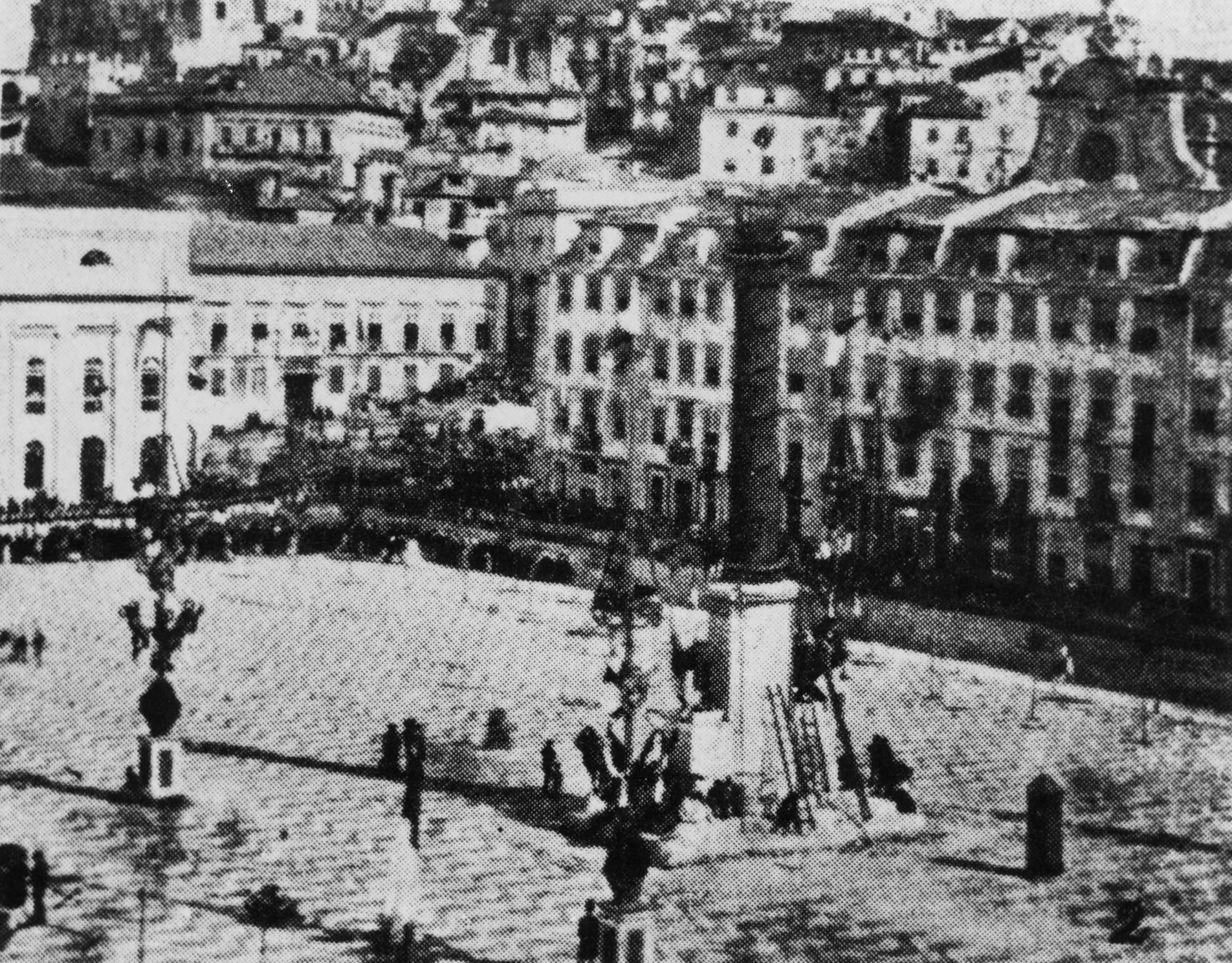
Coluna evocativa temporária erigida aquando do casamento de D. Luís I, 1862.
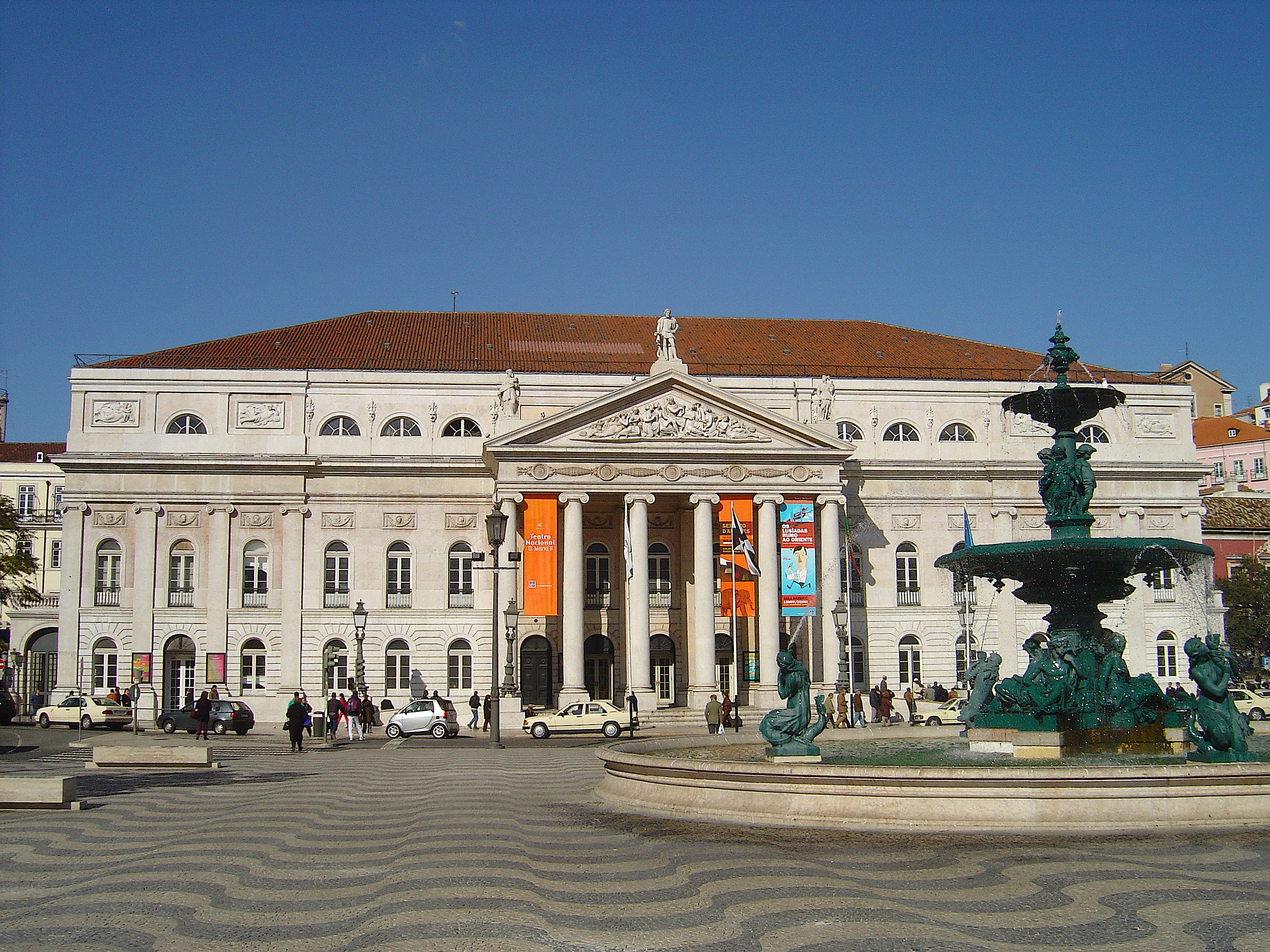
Teatro D. Maria II, na Praça do Rossio
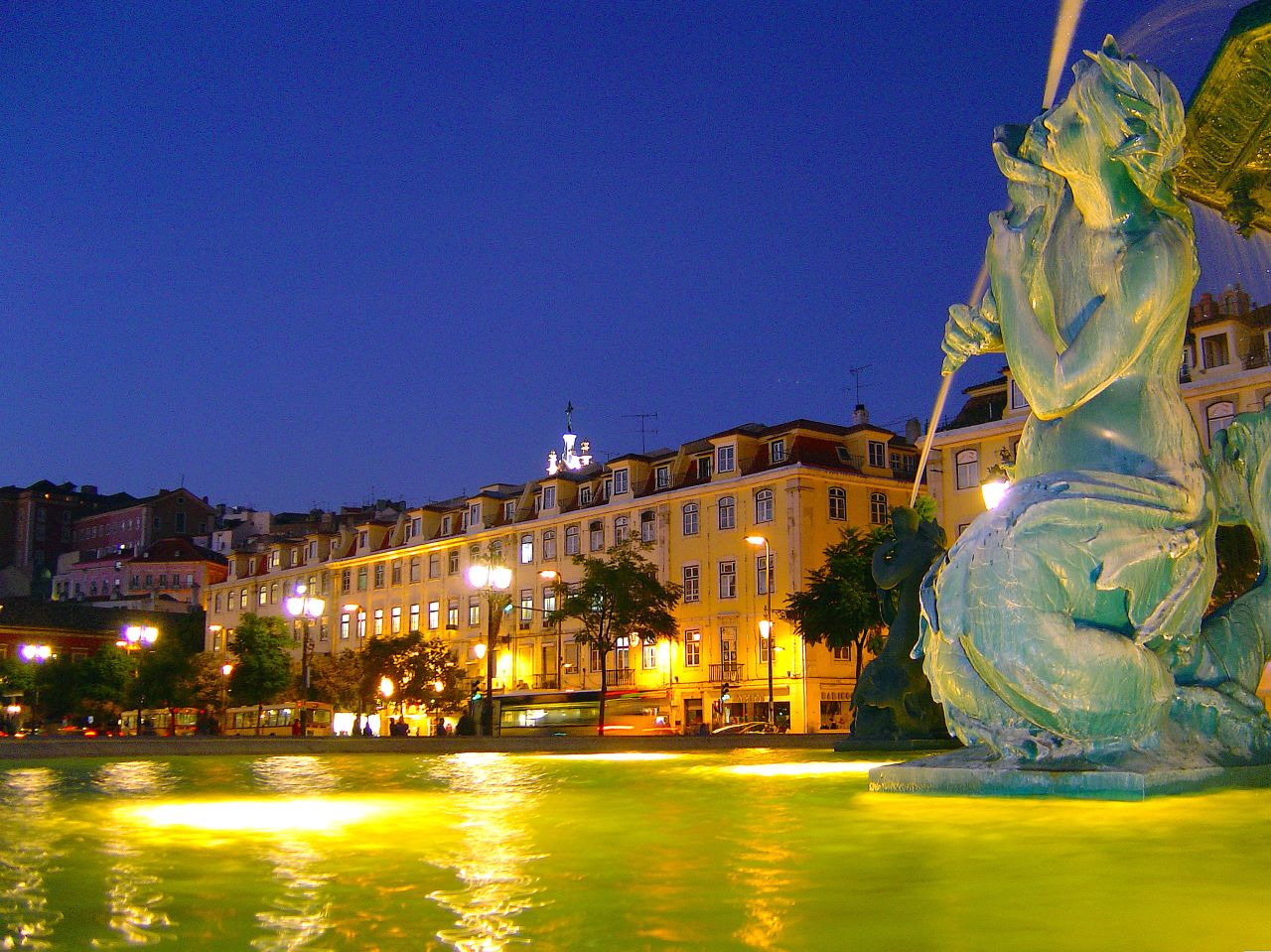
Pormenor de uma das duas fontes gémeas do Rossio

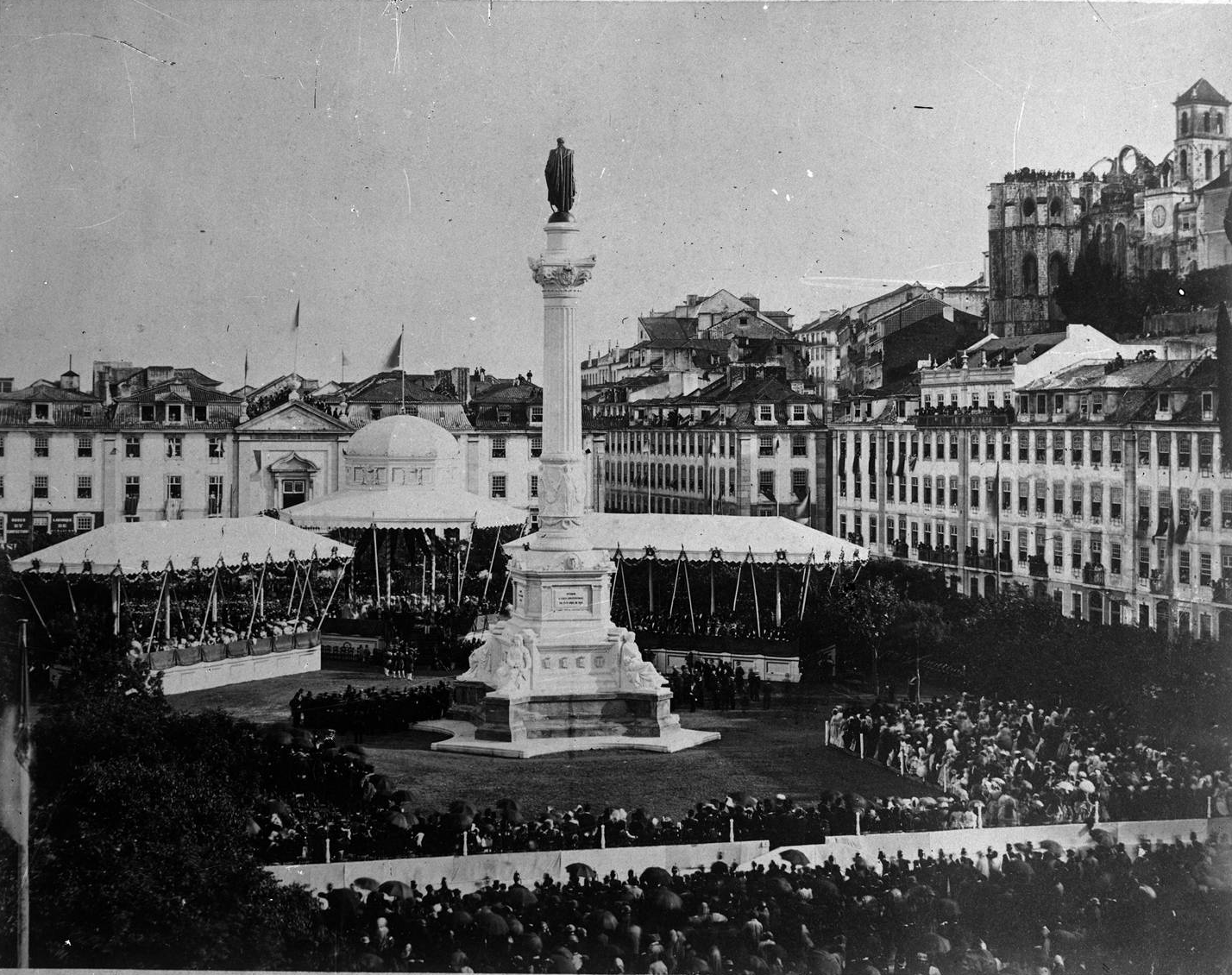
Inauguração da estátua de D. Pedro IV, em 1870
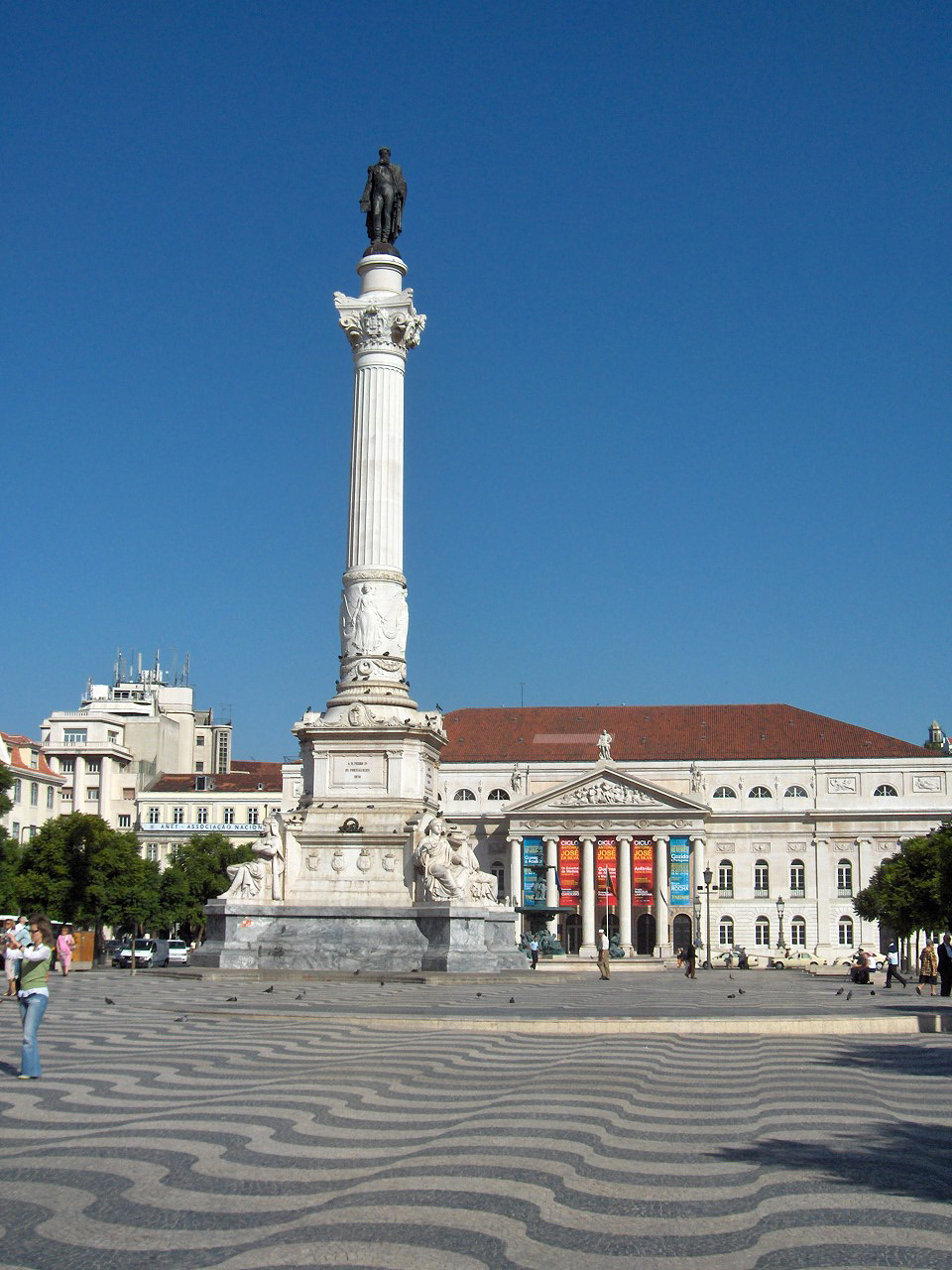
Estátua de D. Pedro IV
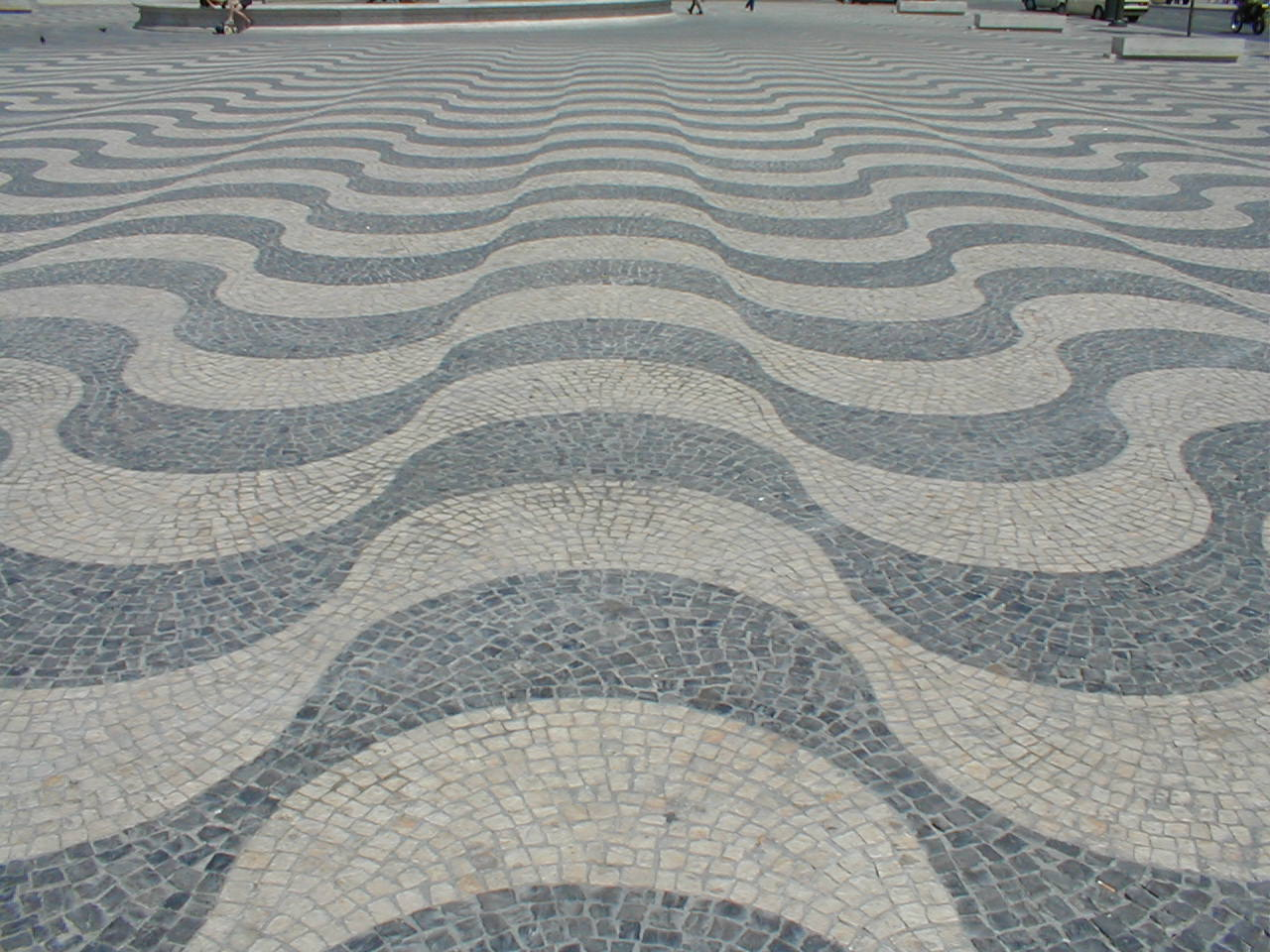
Pormenor da calçada